# 111-я улица (линия Фултон-стрит, Ай-эн-ди)
|   |   |   |   |   |
| · | · | · | · | · |

|   |   |   |   |   |
| · | · | · | · | · |

«111-я улица» (англ. 111th Street) — станция Нью-Йоркского метрополитена, расположенная на линии Фултон-стрит, Ай-эн-ди. Станция находится в Куинсе, в районе Озон-Парк, на пересечении Либерти-авеню и 111-й улицы. На станции останавливаются маршруты A (круглосуточно, кроме ночи) и S (челнок Леффертс-бульвара, ночью). Станция была открыта 25 сентября 1915 года в составе эстакадной линии компании BMT.
Станция представлена двумя боковыми платформами, обслуживающими только крайние пути трёхпутного участка линии. Центральный путь не используется для регулярного сообщения. Станция отделана в бежевых тонах. Имеется два выхода, расположенных с концов платформ. Турникетные залы обоих выходов расположены в мезонине под платформами. Тут же осуществляется бесплатный переход между направлениями. Западный выход представлен только полноростовыми турникетами и ведёт к перекрёстку Либерти-авеню и 109-й улицы. Восточный выход приводит к перекрёстку Либерти-авеню и 111-й улицы. Оба выхода работают постоянно.
Станция претерпела ряд переименований. Станция открыта под названием Greenwood Avenue (как гласят карты 1924 года). 111th St упоминалась лишь в скобках мелким шрифтом. В 1950-х на картах появилось новое название — 111th Street — Greenwood Avenue. Позже приставку Greenwood Avenue убрали, с тех пор станция называется просто 111th Street. Точно такое же преобразование было проведено на соседней станции — 104th Street.

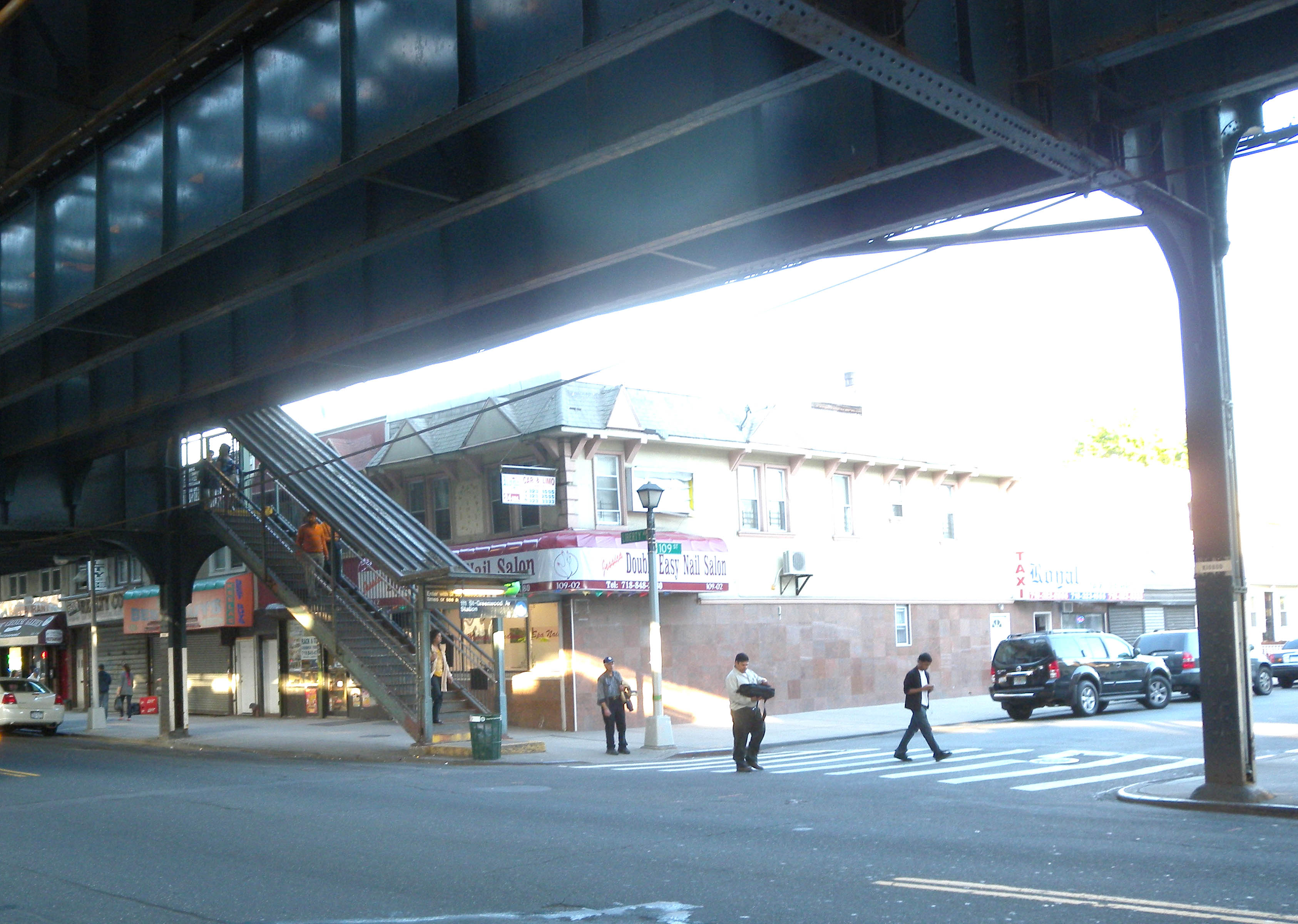
Выход со станции
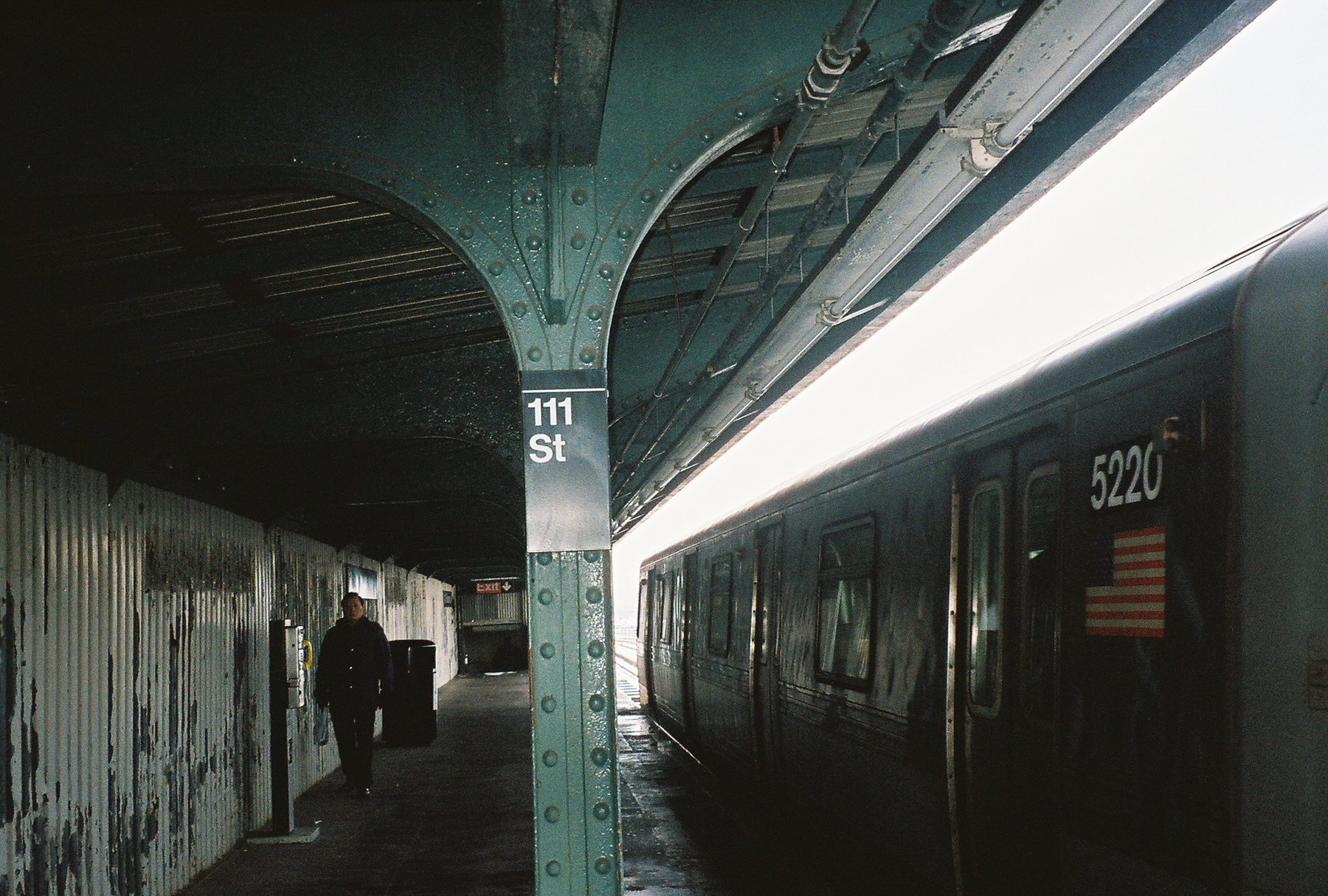
Поезд в сторону Lefferts Boulevard